# Golden goal
Il golden goal (in italiano gol d'oro) è una regola del calcio, rugby a 13, hockey su prato, hockey su ghiaccio, lacrosse per determinare la squadra vincente di una partita a eliminazione diretta. In ambito calcistico è stata in vigore nelle competizioni organizzate dalla FIFA dal 1993 al 2004.

## Regolamentazione
Nata in seguito ad una lettera apparsa sul Times il 16 aprile 1992, la regola del golden goal aveva valore nei tempi supplementari di una partita di calcio a eliminazione diretta, durante i quali il primo gol segnato sanciva il termine immediato della partita, senza completare la frazione di gioco in corso, e consegnava la vittoria alla squadra marcatrice. Tale modo di procedere si rifaceva al concetto di sudden death, presente negli sport di squadra nordamericani e applicato anche nel calcio (con il nome di "oltranza" in Italia) fino agli anni 1920. Il regolamento della Coppa Latina, competizione internazionale disputatasi tra il 1949 e il 1957, prevedeva invece che, in caso di parità al termine dei due tempi supplementari, si disputassero altri due tempi supplementari con una regola identica a quella del golden goal (anche se all'epoca il termine non era stato ancora introdotto): se una delle due squadre fosse riuscita a segnare durante il terzo e quarto tempo supplementare, la partita sarebbe terminata immediatamente con la sua vittoria, in caso contrario era previsto il sorteggio per decretare la squadra vincitrice.
Nel 2002 fu introdotta dalla UEFA la variante del silver goal (traducibile in italiano come gol d'argento), che dava la vittoria alla squadra che si trovava in vantaggio al termine del primo tempo supplementare e prevedeva di giocare il secondo tempo supplementare solo se al termine del primo vi era ancora parità. Entrambe le norme vennero abolite dall'IFAB al termine del campionato d'Europa 2004; da allora i tempi supplementari vengono sempre giocati entrambi per intero, a prescindere da eventuali reti segnate.

## Critiche
L'idea originale del golden goal era quella di incentivare le squadre a un gioco maggiormente offensivo, riducendo così il ricorso ai tiri di rigore; tuttavia era opinione diffusa che la regola provocasse l'effetto contrario, poiché le formazioni in campo tendevano invece a chiudersi in difesa per evitare di farsi segnare una rete, a quel punto, decisiva.

## Partite più rilevanti decise algolden goal

### Partite tra nazionali
| Vincitrice    | Perdente   | Risultato | Minuto | Partita                                        | Data             |
| ------------- | ---------- | --------- | ------ | ---------------------------------------------- | ---------------- |
| Germania      | Rep. Ceca  | 2 - 1     | 95'    | Finale del campionato d'Europa 1996            | 30 giugno 1996   |
| Giappone      | Iran       | 3 - 2     | 105'   | Spareggio per il campionato del mondo 1998     | 15 novembre 1997 |
| Australia     | Uruguay    | 1 - 0     | 92'    | Semifinale della FIFA Confederations Cup 1997  | 19 dicembre 1997 |
| Francia       | Paraguay   | 1 - 0     | 113'   | Ottavi di finale del campionato del mondo 1998 | 28 giugno 1998   |
| Francia       | Portogallo | 2 - 1     | 117'   | Semifinale del campionato d'Europa 2000        | 28 giugno 2000   |
| Francia       | Italia     | 2 - 1     | 103'   | Finale del campionato d'Europa 2000            | 2 luglio 2000    |
| Senegal       | Svezia     | 2 - 1     | 104'   | Ottavi di finale del campionato del mondo 2002 | 16 giugno 2002   |
| Corea del Sud | Italia     | 2 - 1     | 117'   | Ottavi di finale del campionato del mondo 2002 | 18 giugno 2002   |
| Turchia       | Senegal    | 1 - 0     | 97'    | Quarti di finale del campionato del mondo 2002 | 22 giugno 2002   |
| Francia       | Camerun    | 1 - 0     | 97'    | Finale della FIFA Confederations Cup 2003      | 29 giugno 2003   |

### Partite tra nazionali giovanili
| Vincitrice    | Perdente        | Risultato | Minuto | Partita                                          | Data           |
| ------------- | --------------- | --------- | ------ | ------------------------------------------------ | -------------- |
| Italia U-21   | Portogallo U-21 | 1 - 0     | 97'    | Finale del campionato d'Europa Under-21 1994     | 20 aprile 1994 |
| Rep.Ceca U-21 | Italia U-21     | 3 - 2     | 99'    | Semifinale del campionato d'Europa Under-21 2002 | 25 maggio 2002 |

### Partite tra club
| Vincitrice  | Perdente    | Risultato | Minuto | Partita                           | Data           |
| ----------- | ----------- | --------- | ------ | --------------------------------- | -------------- |
| Galatasaray | Real Madrid | 2 - 1     | 103'   | Supercoppa UEFA 2000              | 25 agosto 2000 |
| Liverpool   | Alavés      | 5 - 4     | 117'   | Finale della Coppa UEFA 2000-2001 | 17 maggio 2001 |